# Juan José Albornoz
Juan José Albornoz Figueroa (* 12. Februar 1982 in Talca) ist ein ehemaliger chilenischer Fußballspieler auf der Position des Mittelfeldspielers.

## Karriere
Juan José Albornoz begann das Fußballspielen in der Jugend von den Rangers de Talca, bei denen er sich durch gute Leistungen auszeichnete und so zu Universidad de Chile ging. Zum Profidebüt kam Albornoz dann 1997 zurück bei den Rangers. In der Apertura des Debütjahres gelang ihm mit der Mannschaft die Meisterschaft der Primera B. Mitte 2002 wurde Albornoz bis Saisonende an Lota Schwager verliehen. Nach der Leihe konnte er bei den Rangers überzeugen. 2004 nahm Albornoz mit der Olympiamannschaft Chiles an einem Vorbereitungsturnier für die Olympischen Spiele teil.
Danach folgten weitere Stationen für jeweils eine Saison bei Universidad de Concepción, Unión San Felipe und Provincial Osorno. 2008 und 2009 blieb Albornoz zwei Jahre bei Curicó Unido, für das er in 66 Ligaspielen elf Tore erzielte. Dabei schaffte das Team 2008 den Aufstieg in die Primera División, was Albornoz auch schon ein Jahr zuvor mit Osorno gelungen war. Zum Ende der Saison 2009 wurde Albornoz nicht mehr bei Curicó eingesetzt und so wechselte er zum CD Palestino. 2012 kehrte Albornoz nach Curicó zurück, 2013 ging er zu Deportes Copiapó. Von 2014 spielte Albornoz nochmal bei den Rangers und beendete 2017 dort seine aktive Karriere.

## Erfolge
Rangers
- Primera B: 1997-A

Provincial Osorno
- Primera B: 2007

Curicó Unido
- Primera B: 2008